# Rise FM
A Rise FM egy magyar rádióadó, amely főleg dance és house műfajú zenéket játszik. Korábban Budapesten a 88.1 MHz-en, majd a gödöllői 93.6 MHz-es frekvencián (2011-2012 között), míg a Balatonnál a 98.9 MHz-en volt fogható. 2013 és 2015 között Stereo FM néven működött.  Jelenleg csak online sugároz. A rádió indulásakor és fennállásának nagy részében csak a Balaton környékén volt elérhető. Műsoraival és stílusával 18-40 éves korosztályt célozta meg.
A Rise FM márka csak internetes rádióként üzemel, és Magyarország leghallgatottabb online csatornáinak egyike.
2020 végén rebrandingon ment keresztül a rádió melynek során 3 új csatornával - Deep House, Classic és R'N'B - bővült, illetve megújult weboldallal és applikációval várja a hallgatókat. A 4 külön zenei stílust képviselő testvércsatornák a lejátszó alatt választhatóak. 

## Érdekességek
- A Grand Theft Auto: Liberty City Stories és a GTA III videójátékban található egy Rise FM nevű rádióadó, amely szintén dance, illetve techno zenét játszik.